# Ludwig Christoph Heinrich Hölty
Ludwig Heinrich Christoph Hölty (Mariensee, ma Neustadt am Rübenberge része, 1748. december 21. – Hannover 1776. szeptember 1.) német költő.
Hölty lelkészi családban nőtt föl, és Cellében járt gimnáziumba, majd 1769-től 1772-ig Göttingenben tanult teológiát, de sok időt szentelt a filozófia- és történelemtudományoknak is, több idegen nyelvet megtanult és már korán megmutatkozott költői tehetsége. Az 1772-ben alapított göttingeni Hainbund (Hain-szövetség) írói társaság tagja volt és a csoport jelentős költőegyénisége volt. Tanulmányai befejeztével magántanárként ill. fordítóként dolgozott Göttingenben és Marienseeben
A már gyermekkorában gyakran betegeskedő Hölty sorvadásban halt meg, csupán 28 éves volt. Költeményeit - amelyek eleinte újságok hasábjain jelentek meg - halála után F. L. v. Stolberg és J. H. Voß adták ki, bár gyakran átdolgozva a kéziratot. Hölty költői műve nem terjedelmes, de sokoldalú. Legjelentősebb alkotásai ókori költői formák stílusában íródott (ódák, elégiák), amelyekben a Klopstock iránymutatásai szerinti patetikus-emelkedett hangot egyéni módon fejlesztette tovább. Lassan mozgó, dallamos verseiben érzelmes, melankolikus hangot ütött meg. Itt érződik az angol költészet (Thomas Gray, Edward Young) hatása. Balladáival Hölty G. A. Bürgerrel a német műballada műfajának megteremtője. Dalai az anakreóni költészet kiváló újkori példái, és gyakran nagyon közkedveltek lettek (Pl. Üb immer Treu und Redlichkeit) és többen megzenésítették (Mozart, Beethoven, Schubert)

## Legfontosabb művei
- Hurds moralische und politische Dialogen. 1775 (fordítás) - Des Grafen von Schaftesbury philosophische Werke, 1776-79
- Gedichte. Besorgt durch seine Freunde L. Graf zu Stolberg und J. H. Voß. Hamburg 1783, 1804